# Stefan Skwarek
Stefan Skwarek (ur. 24 lipca 1928 w Pętkowicach, zm. 9 listopada 1979) – major, oficer organów bezpieczeństwa PRL, funkcjonariusz Milicji Obywatelskiej, publicysta.

## Życiorys
Był synem Jana i Anny Skwarków. Służbę w aparacie bezpieczeństwa rozpoczął 1 lutego 1945 roku jako wartownik w Powiatowym Urzędzie Bezpieczeństwa Publicznego w Ostrowcu Świętokrzyskim. Następnie pracował w Wojewódzkim Urzędzie Bezpieczeństwa Publicznego w Kielcach pełniąc kolejno funkcję wartownika, kuriera i młodszego wywiadowcy, a kończąc w 1954 jako starszy referent w stopniu podporucznika. W latach 1956–1967 był funkcjonariuszem Milicji Obywatelskiej. Wykształcenie uzupełniał kończąc w 1948 kurs przy WUBP w Kielcach, w 1950 Roczną Szkołę Oficerską w CW MBP w Legionowie i w latach 1962-1965 studia na Wydziale Historyczno-Socjologicznym w Wyższej Szkole Nauk Społecznych przy KC PZPR. Pracę w aparacie bezpieczeństwa zakończył w 1971 jako naczelnik Departamentu Szkolenia i Wydawnictw w MSW w Warszawie. Pochowany na cmentarzu Powązki Wojskowe w Warszawie (kwatera C35-8-3).

## Publikacje
- Do końca wierni. Wydawnictwo: Książka i Wiedza. Warszawa 1970[3]
- Ziemia radomska w walce z okupantem 1939-1944. Wydawnictwo: Książka i Wiedza. Warszawa 1971[4]
- Ziemia niepokonana. Wydawnictwo: Książka i Wiedza. Warszawa 1974
- 1 Brygada AL im. Ziemi Kieleckiej. Wydawnictwo: MON. Warszawa 1977
- Na wysuniętych posterunkach. Wydawnictwo: Książka i Wiedza. Warszawa 1977[5]